# Harry A. Kremer
Harry Andreas Kremer (* 29. Oktober 1929 in Sofia) ist ein ehemaliger deutscher Verwaltungsjurist.
Kremer besuchte die Volksschule in München und Gymnasien in Berlin-Charlottenburg sowie Bamberg. Kremer studierte in Bamberg, Innsbruck und München Rechts-, Staats- und Wirtschaftswissenschaften. Daneben war er als Journalist tätig. Nach der Zweiten Staatsprüfung 1958 arbeitete er im Bayerischen Innenministerium. Anschließend war er als Regierungsrat juristischer Staatsbeamter an den Landratsämtern in Burglengenfeld, Landau a. d. Isar und Erding. Von 1. September 1962 bis Juli 1965 war der an das Bundesministerium für wirtschaftliche Zusammenarbeit abgeordnet. Danach war er beim Bayerischen Staatsminister für Bundesangelegenheiten beschäftigt. Die Ernennung zum Ministerialdirigenten und Leiter der Abteilung Bonn des Staatsministers für Bundesangelegenheiten erfolgte 1972. Am 1. November 1978 wurde er zum Direktor des Bayerischen Landtags berufen. Von der Hochschule für Politik an der LMU München wurde er mit einem mehrjährigen Lehrauftrag betraut. Am 1. November 1994 trat er in Ruhestand.
Am 10. März 1978 erhielt er das Bundesverdienstkreuz am Bande, am 1. Oktober 1984 das Bundesverdienstkreuz 1. Klasse, am 23. August 1994 das Große Verdienstkreuz und am 25. Juni 1981 den Bayerischen Verdienstorden. Außerdem erhielt er die Verfassungsmedaille in Silber.
1965 heiratete er Barbara Kremer-Koch und hat vier Kinder.